# Мартін Шкртел
Ма́ртін Шкртел (словац. Martin Škrtel, нар. 15 грудня 1984, Гандлова, Чехословаччина) — колишній словацький футболіст, захисник.
Чотириразовий володар титулу Найкращого словацького футболіста року (у 2007, 2008, 2011 та 2012 роках).

## Біографія

### Клубна кар'єра
Мартін Шкртел розпочав свої футбольні кроки в місцевій команді містечка Гандлова, окреси Пріевідза, але заради професійного футболу перейшов до команди «ФК Тренчин», за яку він провів три сезони, водночас, він почав успішно виступати за юнацьку та молодіжну збірні Словаччини. Саме по іграм з збірну команду його запримітили російські футбольні функціонери, тому, згодом, в 2004 році він перебрався до Росії в її другу столицю — Санкт-Петербург виступати за місцевий «Зеніт» в якому й здобув свій перший трофей. Наприкінці свого перебування в команді він завоював золоті медалі Чемпіонату Росії в сезоні 2007, й отримав численні пропозиції від команд Європи.
Тому в 2007 році він розпочав нову сторінку своєї футбольної кар'єри — перебравшись до Ліверпуля і в січні 2008 року почавши виступи на Туманному Альбіоні в команді Прем'єр-ліги «Ліверпуль». Відіграв за цю команду вісім з половиною сезонів, від початку 2010-х був ключовою фігурою у захисних побудовах «Ліверпуля».
14 липня 2016 року було оголошено про перехід Шкртела до турецького «Фенербахче», сума трансферу була оцінена у 5 мільйонів фунтів стерлінгів.
Провівши у складі стамбульської команди три сезони, протягом яких був лідером захисту турецького гранда, залишив її і 9 серпня 2019 року на правах вільного агента уклав контракт з італійською «Аталантою». Утім вже за три тижні клуб і гравець оголосили про розірвання угоди за згодою сторін, а вже 2 вересня того ж року повернувся до Туреччини, де новим клубом досвідченого захисника став «Істанбул ББ».
Через рік повернувся до Словаччини до клубу «Спартак» (Трнава), де й завершив кар'єру в травні 2022 року.

### Збірна
Мартін Шкртел дебютував за національну команду 9 липня 2004 року у товариському матчі проти збірної Японії. Після цього на багато років став основним центральним захисником національної команди.
13 жовтня 2018 року провів свою соту гру за збірну Словаччини, ставши лише третім футболістом в історії словацької команди, якому підкорилося це досягнення. У лютому 2019 року оголосив про завершення кар'єри у збірній. Утім згодом повернувся до національної команди, вийшовши на поле у товариській грі проти збірної Парагваю у жовтні того ж року.

## Статистика виступів

### Статистика клубних виступів
| Сезон                   | Команда                 | Чемпіонат               | Чемпіонат | Чемпіонат | Національний кубок | Національний кубок | Національний кубок | Континентальні кубки | Континентальні кубки | Континентальні кубки | Інші змагання | Інші змагання | Інші змагання | Усього | Усього |
| Сезон                   | Команда                 | Ліга                    | Ігор      | Голів     | Ліга               | Ігор               | Голів              | Ліга                 | Ігор                 | Голів                | Ліга          | Ігор          | Голів         | Ігор   | Голів  |
| ----------------------- | ----------------------- | ----------------------- | --------- | --------- | ------------------ | ------------------ | ------------------ | -------------------- | -------------------- | -------------------- | ------------- | ------------- | ------------- | ------ | ------ |
| 2001–02                 | «Тренчин»               | ЧС                      | 0         | 0         | КС                 | 0                  | 0                  | -                    | -                    | -                    | -             | -             | -             | 0      | 0      |
| 2002–03                 | «Тренчин»               | ЧС                      | 11        | 0         | КС                 | 0                  | 0                  | -                    | -                    | -                    | -             | -             | -             | 11     | 0      |
| 2003–04                 | «Тренчин»               | ЧС                      | 34        | 0         | КС                 | 0                  | 0                  | -                    | -                    | -                    | -             | -             | -             | 34     | 0      |
| Усього за «Тренчин»     | Усього за «Тренчин»     | Усього за «Тренчин»     | 45        | 0         |                    | 0                  | 0                  |                      | -                    | -                    |               | -             | -             | 45     | 0      |
| 2004                    | «Зеніт»                 | ПЛ                      | 7         | 0         | КР                 | 2                  | 0                  | КУЄФА                | 5                    | 0                    | -             | -             | -             | 14     | 0      |
| 2005                    | «Зеніт»                 | ПЛ                      | 18        | 1         | КР                 | 6                  | 0                  | КУЄФА                | 4                    | 0                    | -             | -             | -             | 28     | 1      |
| 2006                    | «Зеніт»                 | ПЛ                      | 26        | 1         | КР                 | 6                  | 2                  | КУЄФА                | 5                    | 0                    | -             | -             | -             | 37     | 1      |
| 2007                    | «Зеніт»                 | ПЛ                      | 23        | 1         | КР                 | 6                  | 0                  | КУЄФА                | 5                    | 0                    | -             | -             | -             | 34     | 1      |
| Усього за «Зеніт»       | Усього за «Зеніт»       | Усього за «Зеніт»       | 74        | 3         |                    | 20                 | 2                  |                      | 19                   | 0                    |               | -             | -             | 113    | 5      |
| 2007–08                 | «Ліверпуль»             | ПЛ                      | 14        | 0         | КА+КЛ              | 1+0                | 0                  | ЛЧ                   | 5                    | 0                    | -             | -             | -             | 20     | 0      |
| 2008–09                 | «Ліверпуль»             | ПЛ                      | 21        | 0         | КА+КЛ              | 2+0                | 0                  | ЛЧ                   | 7                    | 0                    | -             | -             | -             | 30     | 0      |
| 2009–10                 | «Ліверпуль»             | ПЛ                      | 19        | 1         | КА+КЛ              | 2+2                | 0                  | ЛЧ+ЛЄ                | 4+2                  | 0                    | -             | -             | -             | 29     | 1      |
| 2010–11                 | «Ліверпуль»             | ПЛ                      | 38        | 2         | КА+КЛ              | 1+0                | 0                  | ЛЄ                   | 10                   | 0                    | -             | -             | -             | 49     | 2      |
| 2011–12                 | «Ліверпуль»             | ПЛ                      | 34        | 2         | КА+КЛ              | 5+6                | 1+1                | -                    | -                    | -                    | -             | -             | -             | 45     | 4      |
| 2012–13                 | «Ліверпуль»             | ПЛ                      | 25        | 2         | КА+КЛ              | 1+0                | 0                  | ЛЄ                   | 7                    | 0                    | -             | -             | -             | 32     | 2      |
| 2013–14                 | «Ліверпуль»             | ПЛ                      | 36        | 7         | КА+КЛ              | 2+1                | 0                  | -                    | -                    | -                    | -             | -             | -             | 39     | 7      |
| 2014–15                 | «Ліверпуль»             | ПЛ                      | 33        | 1         | КА+КЛ              | 5+3                | 0                  | ЛЧ+ЛЄ                | 5+2                  | 0                    | -             | -             | -             | 48     | 1      |
| 2015–16                 | «Ліверпуль»             | ПЛ                      | 22        | 1         | КА+КЛ              | 0+3                | 0                  | ЛЄ                   | 2                    | 0                    | -             | -             | -             | 27     | 1      |
| Усього за «Ліверпуль»   | Усього за «Ліверпуль»   | Усього за «Ліверпуль»   | 242       | 16        |                    | 34                 | 2                  |                      | 44                   | 0                    |               | -             | -             | 320    | 18     |
| 2016–17                 | «Фенербахче»            | СЛ                      | 31        | 2         | КТ                 | 7                  | 1                  | ЛЧ+ЛЄ                | 2+9                  | 0                    | -             | -             | -             | 49     | 3      |
| 2017–18                 | «Фенербахче»            | СЛ                      | 21        | 3         | КТ                 | 5                  | 0                  | ЛЄ                   | 4                    | 0                    | -             | -             | -             | 30     | 3      |
| 2018–19                 | «Фенербахче»            | СЛ                      | 27        | 1         | КТ                 | 4                  | 0                  | ЛЧ+ЛЄ                | 2+7                  | 0                    | -             | -             | -             | 40     | 1      |
| Усього за «Фенербахче»  | Усього за «Фенербахче»  | Усього за «Фенербахче»  | 79        | 6         |                    | 16                 | 1                  |                      | 24                   | 0                    |               | -             | -             | 119    | 7      |
| серп. 2019              | «Аталанта»              | A                       | 0         | 0         | КІ                 | 0                  | 0                  | ЛЧ                   | 0                    | 0                    | -             | -             | -             | 0      | 0      |
| вер. 2019–20            | «Істанбул ББ»           | СЛ                      | 20        | 3         | КТ                 | 1                  | 0                  | ЛЧ+ЛЄ                | 0+8                  | 0+1                  | -             | -             | -             | 29     | 4      |
| 2020–січ. 2021          | «Істанбул ББ»           | СЛ                      | 10        | 0         | КТ                 | 0                  | 0                  | ЛЧ                   | 5                    | 0                    | -             | -             | -             | 15     | 0      |
| Всього за «Істанбул ББ» | Всього за «Істанбул ББ» | Всього за «Істанбул ББ» | 30        | 3         |                    | 1                  | 0                  |                      | 13                   | 1                    |               | -             | -             | 44     | 4      |
| 2021–22                 | «Спартак» (Трнава)      | ЧС                      | 17        | 0         | КС                 | 3                  | 1                  | -                    | -                    | -                    | -             | -             | -             | 20     | 1      |
| Усього за кар'єру       | Усього за кар'єру       | Усього за кар'єру       | 487       | 28        |                    | 74                 | 6                  |                      | 100                  | 1                    |               | -             | -             | 661    | 35     |

### Статистика виступів за збірну
| Дата       | Місто                  | Господарі            | Результат | Гості                | Турнір                               | Голи | Примітки            |
| ---------- | ---------------------- | -------------------- | --------- | -------------------- | ------------------------------------ | ---- | ------------------- |
| 9-7-2004   | Хіросіма               | Японія               | 3 – 1     | Словаччина           | Кубок Kirin                          | -    |                     |
| 11-7-2004  | Фукуока                | Сербія та Чорногорія | 2 – 0     | Словаччина           | Кубок Kirin                          | -    |                     |
| 3-9-2005   | Братислава             | Словаччина           | 2 – 0     | Німеччина            | товариський матч                     | -    |                     |
| 7-9-2005   | Рига                   | Латвія               | 1 – 1     | Словаччина           | Відбір до ЧС 2006                    | -    |                     |
| 8-10-2005  | Братислава             | Словаччина           | 1 – 0     | Естонія              | Відбір до ЧС 2006                    | -    |                     |
| 12-10-2005 | Братислава             | Словаччина           | 0 – 0     | Росія                | Відбір до ЧС 2006                    | -    |                     |
| 12-11-2005 | Мадрид                 | Іспанія              | 5 – 1     | Словаччина           | Відбір до ЧС 2006                    | -    | 51'                 |
| 16-11-2005 | Братислава             | Словаччина           | 1 – 1     | Іспанія              | Відбір до ЧС 2006                    | -    |                     |
| 1-3-2006   | Сен-Дені               | Франція              | 1 – 2     | Словаччина           | товариський матч                     | -    |                     |
| 20-5-2006  | Трнава                 | Словаччина           | 1 – 1     | Бельгія              | товариський матч                     | -    |                     |
| 15-8-2006  | Братислава             | Словаччина           | 3 – 0     | Мальта               | товариський матч                     | -    | 46'                 |
| 2-9-2006   | Братислава             | Словаччина           | 6 – 1     | Кіпр                 | Відбір до ЧЄ 2008                    | 1    | 7'                  |
| 6-9-2006   | Братислава             | Словаччина           | 0 – 3     | Чехія                | Відбір до ЧЄ 2008                    | -    | 49'                 |
| 11-10-2006 | Братислава             | Словаччина           | 1 – 4     | Німеччина            | Відбір до ЧЄ 2008                    | -    |                     |
| 15-11-2006 | Жиліна                 | Словаччина           | 3 – 1     | Болгарія             | товариський матч                     | -    |                     |
| 7-2-2007   | Херес-де-ла-Фронтера   | Словаччина           | 2 – 2     | Польща               | товариський матч                     | 1    |                     |
| 24-3-2007  | Строволос              | Кіпр                 | 1 – 3     | Словаччина           | Відбір до ЧЄ 2008                    | 1    | 89'                 |
| 28-3-2007  | Дублін                 | Ірландія             | 1 – 0     | Словаччина           | Відбір до ЧЄ 2008                    | -    |                     |
| 6-6-2007   | Гамбург                | Німеччина            | 2 – 1     | Словаччина           | Відбір до ЧЄ 2008                    | -    |                     |
| 13-10-2007 | Дубниця-над-Вагом      | Словаччина           | 7 – 0     | Сан-Марино           | Відбір до ЧЄ 2008                    | 1    |                     |
| 16-10-2007 | Рієка                  | Хорватія             | 3 – 0     | Словаччина           | товариський матч                     | -    |                     |
| 17-11-2007 | Прага                  | Чехія                | 3 – 1     | Словаччина           | Відбір до ЧЄ 2008                    | -    |                     |
| 6-2-2008   | Лімасол                | Угорщина             | 1 – 1     | Словаччина           | товариський матч                     | -    |                     |
| 26-3-2008  | Злате Моравце          | Словаччина           | 1 – 2     | Ісландія             | товариський матч                     | -    |                     |
| 20-5-2008  | Білефельд              | Туреччина            | 1 – 0     | Словаччина           | товариський матч                     | -    |                     |
| 20-8-2008  | Братислава             | Словаччина           | 0 – 2     | Греція               | товариський матч                     | -    |                     |
| 6-9-2008   | Братислава             | Словаччина           | 2 – 1     | Північна Ірландія    | Відбір до ЧС 2010                    | 1    |                     |
| 10-9-2008  | Марибор                | Словенія             | 2 – 1     | Словаччина           | Відбір до ЧС 2010                    | -    |                     |
| 10-2-2009  | Лімасол                | Словаччина           | 2 – 3     | Україна              | товариський матч                     | -    |                     |
| 11-2-2009  | Нікосія                | Кіпр                 | 3 – 2     | Словаччина           | товариський матч                     | -    | 60'                 |
| 28-3-2009  | Лондон                 | Англія               | 4 – 0     | Словаччина           | товариський матч                     | -    |                     |
| 1-4-2009   | Прага                  | Чехія                | 1 – 2     | Словаччина           | Відбір до ЧС 2010                    | -    | 49'                 |
| 5-9-2009   | Братислава             | Словаччина           | 2 – 2     | Чехія                | Відбір до ЧС 2010                    | -    |                     |
| 9-9-2009   | Белфаст                | Північна Ірландія    | 0 – 2     | Словаччина           | Відбір до ЧС 2010                    | -    |                     |
| 10-10-2009 | Братислава             | Словаччина           | 0 – 2     | Словенія             | Відбір до ЧС 2010                    | -    | 85'                 |
| 14-11-2009 | Братислава             | Словаччина           | 1 – 0     | США                  | товариський матч                     | -    |                     |
| 17-11-2009 | Жиліна                 | Словаччина           | 1 – 2     | Чилі                 | товариський матч                     | -    | 78'                 |
| 29-5-2010  | Клагенфурт-ам-Вертерзе | Словаччина           | 1 – 1     | Камерун              | товариський матч                     | -    | 64'                 |
| 5-6-2010   | Братислава             | Словаччина           | 3 – 0     | Коста-Рика           | товариський матч                     | -    | 16'                 |
| 15-6-2010  | Рустенбург             | Нова Зеландія        | 1 – 1     | Словаччина           | ЧС 2010 - 1-й етап                   | -    |                     |
| 20-6-2010  | Блумфонтейн            | Словаччина           | 0 – 2     | Парагвай             | ЧС 2010 - 1-й етап                   | -    |                     |
| 24-6-2010  | Йоганнесбург           | Словаччина           | 3 – 2     | Італія               | ЧС 2010 - 1-й етап                   | -    |                     |
| 28-6-2010  | Дурбан                 | Нідерланди           | 2 – 1     | Словаччина           | ЧС 2010 - 1/8 фіналу                 | -    | 84'                 |
| 11-8-2010  | Братислава             | Словаччина           | 1 – 1     | Хорватія             | товариський матч                     | -    | 51'                 |
| 3-9-2010   | Братислава             | Словаччина           | 1 – 0     | Північна Македонія   | Відбір до ЧЄ 2012                    | -    | 81'                 |
| 7-9-2010   | Москва                 | Росія                | 0 – 1     | Словаччина           | Відбір до ЧЄ 2012                    | -    |                     |
| 8-10-2010  | Єреван                 | Вірменія             | 3 – 1     | Словаччина           | Відбір до ЧЄ 2012                    | -    | 18'                 |
| 26-3-2011  | Андорра-ла-Велья       | Андорра              | 0 – 1     | Словаччина           | Відбір до ЧЄ 2012                    | -    |                     |
| 29-3-2011  | Трнава                 | Словаччина           | 1 – 2     | Данія                | товариський матч                     | -    |                     |
| 2-9-2011   | Дублін                 | Ірландія             | 0 – 0     | Словаччина           | Відбір до ЧЄ 2012                    | -    |                     |
| 6-9-2011   | Жиліна                 | Словаччина           | 0 – 4     | Вірменія             | Відбір до ЧЄ 2012                    | -    |                     |
| 7-10-2011  | Жиліна                 | Словаччина           | 0 – 1     | Росія                | Відбір до ЧЄ 2012                    | -    | 82'                 |
| 29-2-2012  | Бурса (місто)          | Туреччина            | 1 – 2     | Словаччина           | товариський матч                     | -    | 29' 61'             |
| 15-8-2012  | Оденсе                 | Данія                | 1 – 3     | Словаччина           | товариський матч                     | -    | кап.                |
| 7-9-2012   | Вільнюс                | Литва                | 1 – 1     | Словаччина           | Відбір до ЧС 2014                    | -    | кап. 52'            |
| 11-9-2012  | Братислава             | Словаччина           | 2 – 0     | Ліхтенштейн          | Відбір до ЧС 2014                    | -    | кап.                |
| 12-10-2012 | Братислава             | Словаччина           | 2 – 1     | Латвія               | Відбір до ЧС 2014                    | -    | кап. 90'            |
| 16-10-2012 | Братислава             | Словаччина           | 0 – 1     | Греція               | Відбір до ЧС 2014                    | -    | кап.                |
| 6-2-2013   | Брюгге                 | Бельгія              | 2 – 1     | Словаччина           | товариський матч                     | -    | кап.                |
| 22-3-2013  | Жиліна                 | Словаччина           | 1 – 1     | Литва                | Відбір до ЧС 2014                    | -    | кап. 38'            |
| 26-3-2013  | Жиліна                 | Словаччина           | 0 – 0     | Швеція               | товариський матч                     | -    | кап. 46'            |
| 6-9-2013   | Зениця                 | Боснія і Герцеговина | 0 – 1     | Словаччина           | Відбір до ЧС 2014                    | -    | кап.                |
| 10-9-2013  | Жиліна                 | Словаччина           | 1 – 2     | Боснія і Герцеговина | Відбір до ЧС 2014                    | -    | кап.                |
| 11-10-2013 | Афіни                  | Греція               | 1 – 0     | Словаччина           | Відбір до ЧС 2014                    | -    | кап.                |
| 15-11-2013 | Вроцлав                | Польща               | 0 – 2     | Словаччина           | товариський матч                     | -    | кап. 20'            |
| 5-3-2014   | Нетанья                | Ізраїль              | 1 – 3     | Словаччина           | товариський матч                     | -    | кап. 66'            |
| 9-10-2014  | Жиліна                 | Словаччина           | 2 – 1     | Іспанія              | Відбір до ЧЄ 2016                    | -    | кап.                |
| 12-10-2014 | Борисов (місто)        | Білорусь             | 1 – 3     | Словаччина           | Відбір до ЧЄ 2016                    | -    | кап.                |
| 15-11-2014 | Скоп'є                 | Північна Македонія   | 0 – 2     | Словаччина           | Відбір до ЧЄ 2016                    | -    | кап. 73'            |
| 18-11-2014 | Жиліна                 | Словаччина           | 2 – 1     | Фінляндія            | товариський матч                     | -    | кап.                |
| 27-3-2015  | Жиліна                 | Словаччина           | 3 – 0     | Люксембург           | Відбір до ЧЄ 2016                    | -    | кап. 86'            |
| 31-3-2015  | Жиліна                 | Словаччина           | 1 – 0     | Чехія                | товариський матч                     | -    | кап. 24' 46'        |
| 14-6-2015  | Жиліна                 | Словаччина           | 2 – 1     | Північна Македонія   | Відбір до ЧЄ 2016                    | -    | кап. 28'            |
| 8-9-2015   | Жиліна                 | Словаччина           | 0 – 0     | Україна              | Відбір до ЧЄ 2016                    | -    | кап.                |
| 9-10-2015  | Жиліна                 | Словаччина           | 0 – 1     | Білорусь             | Відбір до ЧЄ 2016                    | -    | кап. 11'            |
| 12-10-2015 | Люксембург             | Люксембург           | 2 – 4     | Словаччина           | Відбір до ЧЄ 2016                    | -    | кап. 90+4'          |
| 13-11-2015 | Трнава                 | Словаччина           | 3 – 2     | Швейцарія            | товариський матч                     | -    | кап. 90+3'          |
| 25-3-2016  | Трнава                 | Словаччина           | 0 – 0     | Латвія               | товариський матч                     | -    | кап. 82'            |
| 29-3-2016  | Дублін                 | Ірландія             | 2 – 2     | Словаччина           | товариський матч                     | -    | кап.                |
| 29-5-2016  | Аугсбург               | Німеччина            | 1 – 3     | Словаччина           | товариський матч                     | -    | кап.                |
| 4-6-2016   | Трнава                 | Словаччина           | 0 – 0     | Північна Ірландія    | товариський матч                     | -    | кап.                |
| 11-6-2016  | Бордо                  | Уельс                | 2 – 1     | Словаччина           | ЧЄ 2016 - 1-й етап                   | -    | кап. 90+2'          |
| 15-6-2016  | Лілль                  | Росія                | 1 – 2     | Словаччина           | ЧЄ 2016 - 1-й етап                   | -    | кап.                |
| 20-6-2016  | Сент-Етьєн             | Словаччина           | 0 – 0     | Англія               | ЧЄ 2016 - 1-й етап                   | -    | кап.                |
| 26-6-2016  | Лілль                  | Німеччина            | 3 – 0     | Словаччина           | ЧЄ 2016 - 1/8 фіналу                 | -    | кап. 13'            |
| 4-9-2016   | Трнава                 | Словаччина           | 0 – 1     | Англія               | Відбір до ЧС 2018                    | -    | кап. 25', 57'       |
| 11-10-2016 | Трнава                 | Словаччина           | 3 – 0     | Шотландія            | Відбір до ЧС 2018                    | -    | кап.                |
| 11-11-2016 | Трнава                 | Словаччина           | 4 – 0     | Литва                | Відбір до ЧС 2018                    | 1    | кап.                |
| 26-3-2017  | Та-Калі                | Мальта               | 1 – 3     | Словаччина           | Відбір до ЧС 2018                    | -    | кап. 26'            |
| 10-6-2017  | Вільнюс                | Литва                | 1 – 2     | Словаччина           | Відбір до ЧС 2018                    | -    | кап. 40'            |
| 4-9-2017   | Лондон                 | Англія               | 2 – 1     | Словаччина           | Відбір до ЧС 2018                    | -    | кап.                |
| 5-10-2017  | Глазго                 | Шотландія            | 1 – 0     | Словаччина           | Відбір до ЧС 2018                    | -    | кап.                |
| 8-10-2017  | Трнава                 | Словаччина           | 3 – 0     | Мальта               | Відбір до ЧС 2018                    | -    | кап.                |
| 10-11-2017 | Львів                  | Україна              | 2 – 1     | Словаччина           | товариський матч                     | -    | кап. 49'            |
| 14-11-2017 | Трнава                 | Словаччина           | 1 – 0     | Норвегія             | товариський матч                     | -    | кап.                |
| 22-3-2018  | Бангкок                | Словаччина           | 2 – 1     | ОАЕ                  | товариський матч                     | -    | кап.                |
| 25-3-2018  | Бангкок                | Таїланд              | 2 – 3     | Словаччина           | товариський матч                     | -    | кап. 73'            |
| 5-9-2018   | Трнава                 | Словаччина           | 3 – 0     | Данія                | товариський матч                     | -    | кап. 83'            |
| 9-9-2018   | Львів                  | Україна              | 1 – 0     | Словаччина           | Ліга націй УЄФА 2018-2019 - 1-й етап | -    | кап.                |
| 13-10-2018 | Трнава                 | Словаччина           | 1 – 2     | Чехія                | Ліга націй УЄФА 2018-2019 - 1-й етап | -    | кап. 100-та гра 29' |
| 16-10-2018 | Стокгольм              | Швеція               | 1 – 1     | Словаччина           | товариський матч                     | -    | кап. 83'            |
| 16-11-2018 | Трнава                 | Словаччина           | 4 – 1     | Україна              | Ліга націй УЄФА 2018-2019 - 1-й етап | -    | кап.                |
| 19-11-2018 | Прага                  | Чехія                | 1 – 0     | Словаччина           | Ліга націй УЄФА 2018-2019 - 1-й етап | -    | кап. 45'            |
| 13-10-2019 | Братислава             | Словаччина           | 1 – 1     | Парагвай             | товариський матч                     | -    | кап. 32'            |
| Усього     |                        | Матчів (3 місце)     | 104       |                      | Голів                                | 6    |                     |

## Досягнення
«Зеніт»
- Чемпіон Росії: 2007

«Ліверпуль»
- Володар Кубка Футбольної Ліги: 2012

«Істанбул Башакшехір»
- Чемпіон Туреччини: 2020

Спартак (Трнава)
- Володар Кубка Словаччини: 2022

Особисті
- Футболіст року в Словаччині: 2007, 2008, 2011, 2012